# Riescheider Straße 1

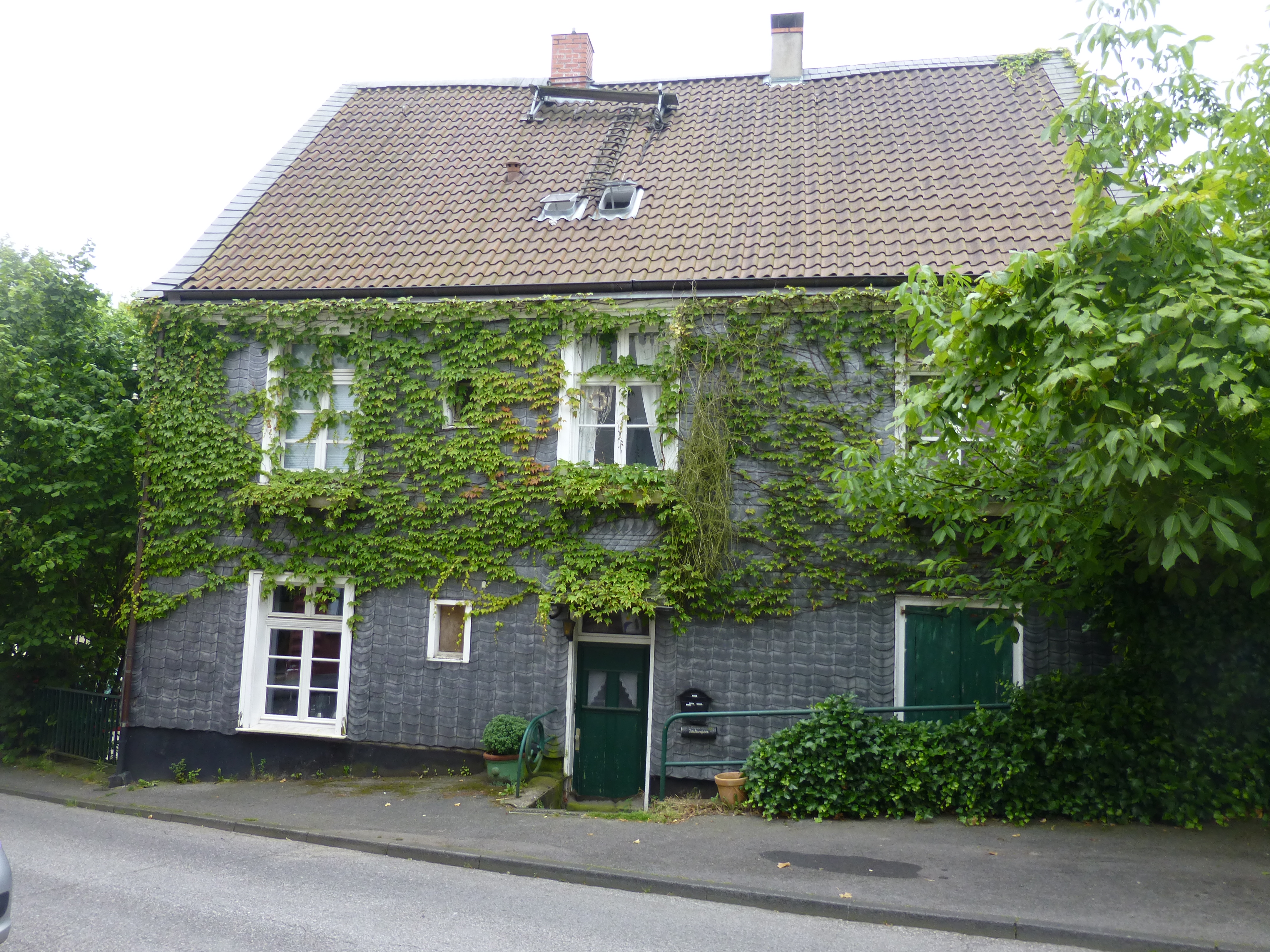
Riescheider Straße 1 (2014)

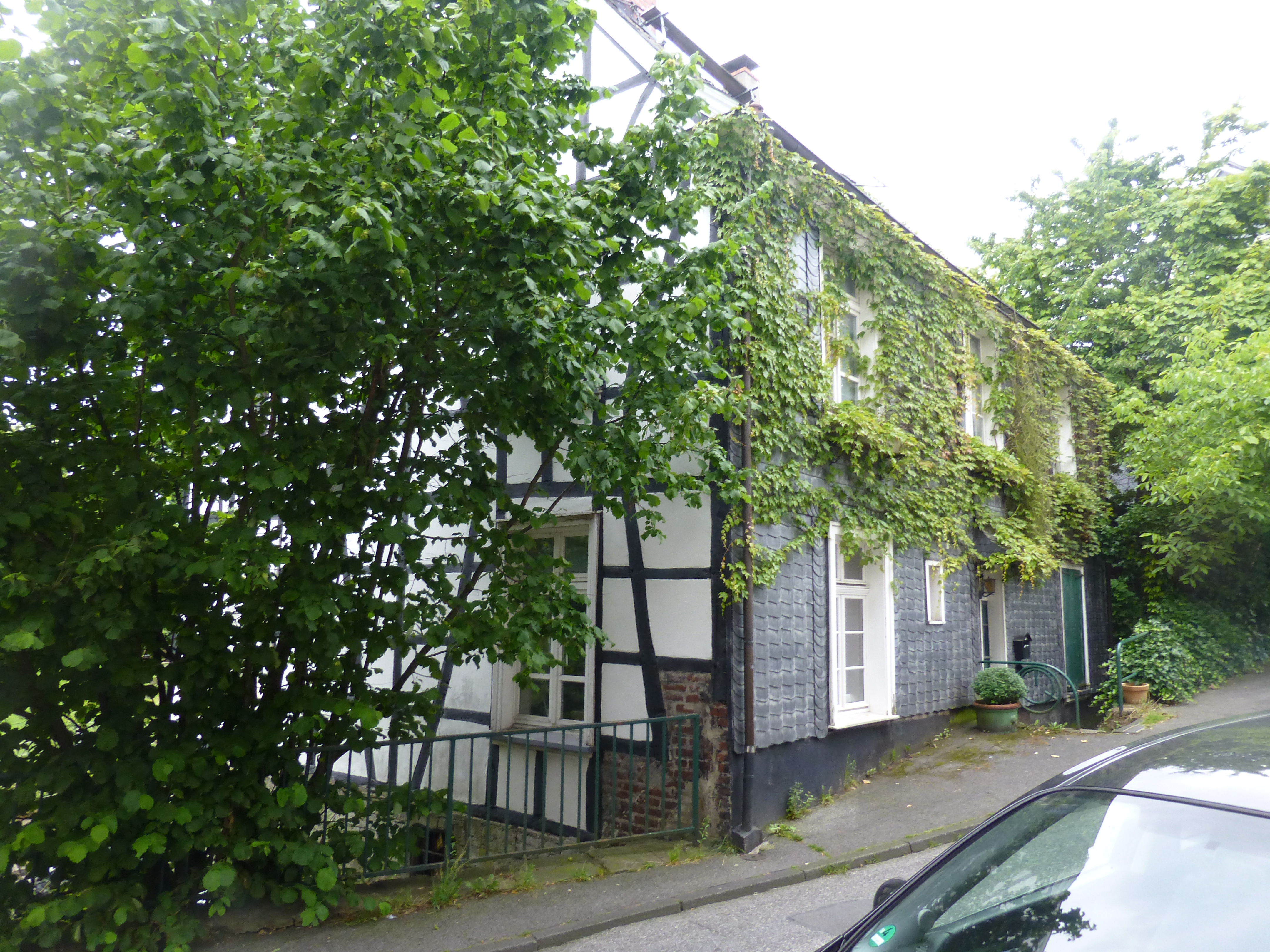
Riescheider Straße 1 (2014)

Das Riescheider Straße 1 ist ein unter Denkmalschutz stehendes Wohnhaus im Wuppertaler Stadtbezirk Barmen im Wohnquartier Sedansberg.

## Beschreibung
Das Gebäude ist ein zweigeschossiges, in Fachwerkbauweise ausgeführtes Wohnhaus. Die Fassade ist verschiefert ausgeführt, lediglich auf der südöstlichen Giebelwand ist das Gefache zu sehen. Auf der westlichen Seite des Satteldaches wurde eine Dachgaube aufgesetzt.

## Geschichte
Das Gebäude wurde Mitte des 19. Jahrhunderts erbaut.
Am 11. Juni 1985 wurde das Gebäude als Baudenkmal anerkannt und in die Denkmalliste der Stadt Wuppertal eingetragen, da es „ein typisches Beispiel für die Bergische Fachwerkbauweise der Zeit“ darstellt.